# (35192) 1994 CG6
1994 CG6 (asteroide 35192) é um asteroide da cintura principal. Possui uma excentricidade de 0.18971800 e uma inclinação de 15.48354º.
Este asteroide foi descoberto no dia 12 de fevereiro de 1994 por Spacewatch em Kitt Peak.